# No Other Baby
No Other Baby (englisch sinngemäß „Keine andere Frau“) ist ein Lied des britischen Musikers Dickie Bishop, das 1957 als Single A-Seite in den USA und als B-Seite in Großbritannien veröffentlicht wurde. Komponiert wurde es von Dickie Bishop und Bob Watson.

## Hintergrund
Dickie Bishop und Bob Watson komponierten No Other Baby. Dickie Bishop war Begleitmusiker für Chris Barber und Lonnie Donegan und veröffentlichte als Dickie Bishop and The Sidekicks vier eigene Singles bei Decca Records, eine der Singles, die im März 1957 erschien, beinhaltete No Other Baby. Die Single konnte sich aber nicht in den Charts platzieren.
Im Januar 1958 wurde eine Version des Liedes von The Vipers als Single veröffentlicht, diese wurde von George Martin produziert, konnte sich aber ebenfalls nicht in den britischen Charts platzieren.

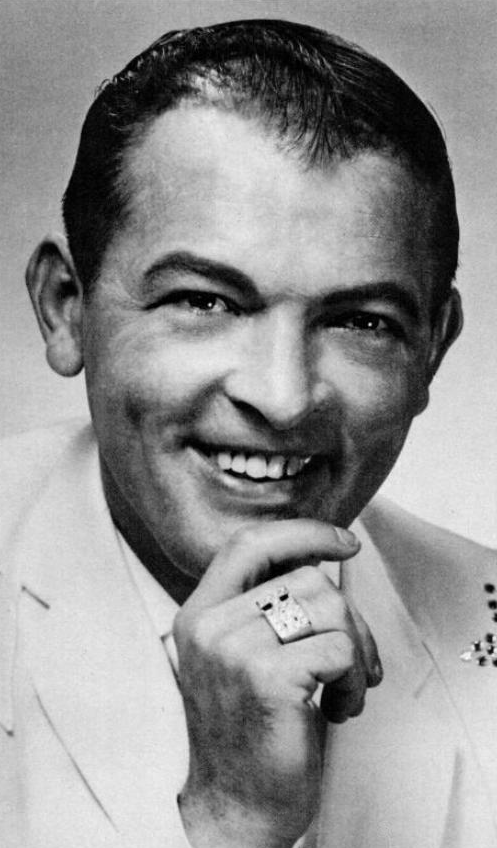
Bobby Helms veröffentlichte die kommerziell erfolgreichste Version von No Other Baby

Die Version von Bobby Helms wurde am 10. Juli 1957 eingespielt und im Februar 1958 als Single veröffentlicht, sie erreichte Platz 30 der britischen Charts und wurde die kommerziell erfolgreichste Version des Liedes.
Weitere Künstler, die No Other Baby interpretierten, waren 1964 Paul & Paula, 1967 Chad & Jeremy und 1978 Shakin’ Stevens sowie 1984 Spencer Davis.
Am 5. März 1999 nahm Paul McCartney (Gesang, Klavier, Bassgitarre) in den Abbey Road Studios seine Version von No Other Baby auf, Begleitmusiker waren David Gilmour (E-Gitarre, Hintergrundgesang), Mick Green (E-Gitarre), Geraint Watkins (Klavier) und Dave Mattacks (Schlagzeug). Produzenten des Liedes waren Paul McCartney und Chris Thomas. McCartney sagte 1999 dazu: „'No Other Baby' war ein seltsamer Track, weil ich keine Platte davon hatte. Ich wusste nicht, wer es aufgenommen hatte oder wer es geschrieben hatte. Aber ich wusste, dass ich den Song aus den späten 50ern liebte. Lustigerweise habe ich neulich mit George Martin telefoniert, ich habe ihm von 'No Other Baby' erzählt, ich habe gesagt, weißt du, von wem dieser Song ist? Inzwischen habe ich herausgefunden, dass es von den Vipers war, weißt du. Und während ich mit George sprach, wurde mir plötzlich klar, warte einen Moment, George, du hast die Vipers aufgenommen. Er sagte, ja, das habe ich... Es stellte sich also heraus, dass wir darüber sprachen, den Kreis zu schließen.“
No Other Baby war die einzige Singleauskopplung aus dem McCartney-Album Run Devil Run, sie erreichte Platz 42 in Großbritannien in den Charts, in Deutschland konnte sich die Single nicht platzieren. In den USA wurde die Single nicht veröffentlicht.
Für das Lied No Other Baby wurde ein Musikvideo unter der Regie von Pedro Romani produziert. Paul McCartney trat am 11. Dezember 1999 in der deutschen Unterhaltungsshow Wetten, dass..? auf und brachte seine neue Single No Other Baby dar.
2023 veröffentlichte Van Morrison auf seinem Album Moving on Skiffle seine Interpretation von No Other Baby.

## Veröffentlichung
- Im März 1957 erschien in Großbritannien von Dickie Bishop and The Sidekicks die Single Cumberland Gap / No Other Baby[11], in den USA wurde die Single No Other Baby/Cumberland Gap[12], veröffentlicht.
- Im Januar 1958 erschien in Großbritannien die Single Baby Why? / No Other Baby von den The Vipers[13]
- Im Februar 1958 wurde die Single No Other Baby / The Magic Song von Bobby Helms in Großbritannien veröffentlicht.[14]
- Im Dezember 1964 erschien von Paul & Paula die Single No Other Baby/Too Dark to See[15]
- Am 11. August 1978 veröffentlichte Shakin’ Stevens die Single Treat Her Right / I Don’t Want No Other Baby[16]
- In 1967 wurde in Spanien die EP No Other Baby von Chad & Jeremy veröffentlicht.[17]
- Im April 1984 veröffentlichte Spencer Davis sein Album Crossfire auf dem sich No Other Baby befindet.[18]
- Am 9. November 1999 wurde in Großbritannien die Paul-McCartney-Single No Other Baby/Brown Eyed Handsome Man / Fabulous als 7″-Vinyl-Single[19] und 5″-CD-Single[20] veröffentlicht. Die 5″-CD-Single erschien in Stereo und in Mono mit einem anderen Cover.
- Am 10. März 2023 veröffentlichte Van Morrison sein Album Moving on Skiffle, eines der Lieder ist No Other Baby[21]